# Idaea fractilineata
Idaea fractilineata là một loài bướm đêm trong họ Geometridae.